# One-Above-All
One-Above-All: em uma tradução localizada   ficaria Um acima de todos  que seria o próprio Deus no Universo Marvel. Ele também é o mestre enigmático do Tribunal Vivo.

## Biografia fictícia do personagem
Sua primeira aparição oficial foi em The Spectacular Spider-Man Vol 2 #40. Esta entidade criou a Terra-616, o universo principal da Marvel e todas as suas realidades alternativas. Milênios depois, o Tribunal Vivo menciona para o Doutor Estranho que ele tem um regente e que todos o chamam de Deus. Anos mais tarde, Thanos, o Titã Louco, destruiu toda a existência com a ajuda do "Coração do Universo"; no entanto, após restaurar tudo ainda usando o Coração do Universo, ele percebeu que havia sido manipulado por One-Above-All com o objetivo de consertar uma falha em toda a realidade. Quando Asteroth quase matou Bill Raio Beta, um ser misterioso vestido em roupas brancas o trouxe de volta à vida. Algum tempo depois, o Quarteto Fantástico viajou para o paraíso com o objetivo de resgatar a alma de Ben Grimm e, no final, eles encontram Deus numa alusão metafísica a Jack Kirby. E recentemente ele apareceu numa história anterior aos eventos do arco Um Dia a Mais para encorajar Peter Parker quando a Tia May estava no leito de morte. 